# 10591 Каверні
10591 Каверні (10591 Caverni) — астероїд головного поясу, відкритий 13 серпня 1996 року.
Тіссеранів параметр щодо Юпітера — 3,399.